# Laniscat

Laniscat este o comună în departamentul  Côtes-d'Armor, Franța. În 1 ianuarie 2018 avea o populație de 767 de locuitori.